# راس فلیتنی
راس فلیتنی (انگلیسی: Ross Flitney؛ زادهٔ ۱ ژوئن ۱۹۸۴) فوتبالیست اهل بریتانیا است.
از باشگاه‌هایی که در آن بازی کرده‌است می‌توان به باشگاه فوتبال گیلینگام، باشگاه فوتبال بارنت، باشگاه فوتبال گرایس اتلتیک، باشگاه فوتبال ایستلی، باشگاه فوتبال دوور اتلتیک، باشگاه فوتبال دونکستر راورز، باشگاه فوتبال برایتون اند هوو آلبیون، و باشگاه فوتبال فولام، باشگاه فوتبال آرسنال، باشگاه فوتبال برایتون اند هوو آلبیون، و باشگاه فوتبال ایستلی اشاره کرد.